# Baseball à l'Universiade d'été
Le tournoi de baseball de l'Universiade d'été est un tournoi international organisé par la Fédération internationale du sport universitaire (FISU) mettant aux prises des étudiants. 
Le baseball est au programme en 1993 et 1995 et fait son retour en 2015. Cuba remporte les deux premières éditions.

## Palmarès
| Année        | Lieu        |      | Or           | Argent     | Bronze       |
| ------------ | ----------- | ---- | ------------ | ---------- | ------------ |
| 1993 Détails | Buffalo     | Cuba | Corée du Sud | Canada     |              |
| 1995 Détails | Fukuoka     | Cuba | Corée du Sud | Japon      |              |
| 2015 Détails | Gwangju     |      |              |            |              |
| 2017 Détails | Taipei City |      | Japon        | États-Unis | Corée du Sud |

## Tableau des médailles
| Rang | Pays         | Or | Argent | Bronze | Total |
| ---- | ------------ | -- | ------ | ------ | ----- |
| 1    | Cuba         | 2  | 0      | 0      | 2     |
| 2    | Corée du Sud | 0  | 2      | 0      | 2     |
| 3    | Canada       | 0  | 0      | 1      | 1     |
| 3    | Japon        | 0  | 0      | 1      | 1     |